# Артіонім
Артіонім (від англ. art — «мистецтво, малюнок» і грец. όνομα – «ім'я, назва») — вид ідеонімів, власна назва твору образотворчого мистецтва (живопису, пластики, графіки), театру, кіно та музики.

### Типи артіонімів
До складу артіонімів входять такі класи номінацій:
- імажіоніми (від лат. imago — «зображення, картина, портрет») — власні назви витворів образотворчого мистецтва (наприклад, картина Сергія Васильківського «Чумацький шлях», скульптура «Янгол» Івана Пінзеля).
- музиконіми (від лат. mūsika — «музика, музичне мистецтво») — власні назви музичних творів (наприклад, пісня «Водограй» В. Івасюка).
- сценоніми (від грец. scaena — «сцена, естрада, п'єдестал») — власні назви сценічних творів (наприклад, п'єса «Між двох сил» В. Винниченка).
- фільмоніми — (від англ. film — «плівка») — власні назви кінофільмів (наприклад, фільм «Тіні забутих предків» С. Параджанова).